# Geraldo Scotto
Geraldo Scotto (São Paulo, 11 de setembro de 1934 — São Paulo, 27 de Julho de 2011) foi um futebolista brasileiro que atuou como lateral-esquerdo.

## Carreira
Scotto chegou ao Palmeiras em 1958, vindo do Santos, e ficou quase dez anos no clube. Durante esse tempo, revezou a titularidade da lateral com Ferrari. Estreou em 26 de maio, na vitória por 2x1 sobre o Nacional-SP.
Pelo Campeonato Brasileiro e Torneio Rio-São Paulo travou duelos com "Mané" Garrincha, que o considerava um dos seus melhores e mais leais marcadores. Perguntado sobre como conseguia marcar eficazmente Garrincha, Scotto dizia: "Jamais olhei para o bailado das pernas dele. Eu nunca fui João".
Além de Scotto ser um bom marcador, possuía inteligência para ajudar o ataque, em uma época na qual laterais não costumavam ser ofensivos.
Scotto fez 356 jogos pelo Palmeiras, marcando 4 gols.
Convocado para a Seleção Brasileira duas vezes.
Morreu vítima de parada cardíaca em 27 de julho de 2011, em São Paulo, onde foi enterrado, no Cemitério da Vila Mariana.

## Títulos
Seleção Brasileira
- Copa Roca: 1960

Palmeiras
- Campeonato Brasileiro: 1960 e 1967 (Torneio Roberto Gomes Pedrosa).
- Torneio Rio-São Paulo: 1965.
- Campeonato Paulista: 1959[12], 1963 e 1966.